# Janvier 2023
Janvier 2023 est le premier mois de l'année 2023.

## Événements
- 28 décembre au 6 janvier : tournée des quatre tremplins (saut à ski) en Allemagne et en Autriche.
- 31 décembre au 15 janvier : Rallye Dakar 2023 en Arabie saoudite.
- 1er janvier :
  - la Croatie rejoint la zone euro et l'espace Schengen ;
  - la Suède prend la présidence du Conseil de l'Union européenne pour six mois ;
  - Luiz Inácio Lula da Silva est investi président de la république du Brésil, succédant à Jair Bolsonaro.
- 2 janvier : 4 personnes sont tuées et neuf autres sont blessées lorsque deux hélicoptères entrent en collision près d'un parc à thème à Gold Coast (Queensland) en Australie.
- 5 janvier : arrestation de Ovidio Guzmán López dans le cadre de la guerre de la drogue au Mexique à Culiacán. L'opération de capture s'achève sur un bilan total de 10 militaires et un policier morts, 19 membres du cartel de Sinaloa abattus, 35 militaires, 17 policiers et un garçon de 14 ans sont blessés, 21 sicaires prisonniers[1],[2].
- 6 janvier : Les 46 militaires ivoiriens condamnés pour tentative d'atteinte à la sûreté extérieure de l'État et incarcérés au Mali sont graciés par le colonel Assimi Goïta président de la transition malienne[3].
- 7 janvier : début des manifestations contre la réforme du système judiciaire en Israël.
- 8 janvier :
  - élections législatives au Bénin, l'alliance Union progressiste pour le renouveau - Bloc républicain conserve la majorité, mais les démocrates de l'opposition regagnent une représentation parlementaire ;
  - au Brésil, tentative de coup d’État, des partisans de l'ancien président Jair Bolsonaro envahissent des lieux du pouvoir fédéral à Brasilia ;
  - au Sénégal, un accident de bus à Kaffrine fait quarante morts[4].
- 9 janvier : au Pérou, au moins 18 personnes sont tuées et plus de 100 autres sont blessées lorsque la police nationale péruvienne tire sur des manifestants à Juliaca.
- 11 au 29 janvier : 28e édition du Championnat du monde masculin de handball en Pologne et en Suède.
- 13 janvier :
  - arrestation d'Anderson Torres, ancien ministre brésilien de la Justice sous l'ex-président Jair Bolsonaro et chef de la sécurité du District fédéral de Brasilia au moment de la prise d'assaut, et une enquête est ouverte contre Bolsonaro lui-même[5].
  - inauguration du port spatial Esrange, base de lancement en Suède devant permettre de lancer des satellites depuis l'Europe continentale[6].
- 13 au 14 janvier : élection présidentielle tchèque (1er tour).
- 13 au 29 janvier : Coupe du monde masculine de hockey sur gazon en Inde.
- 13 janvier au 4 février : Championnat d'Afrique des nations de football en Algérie.
- 14 janvier : élections sénatoriales au Kazakhstan.
- 15 janvier : au Népal, 72 personnes sont tuées lorsqu'un avion ATR-72 s'écrase à Pokhara, dans la province de Gandaki[7].
- 16 janvier : arrestation dans une clinique de Palerme du chef de la Mafia sicilienne, Matteo Messina Denaro, après 30 ans de cavale [8].
- 17 janvier : démission du président vietnamien Nguyễn Xuân Phúc, impliqué dans un scandale de corruption[9].
- 16 au 29 janvier : Open d'Australie à Melbourne.
- 18 janvier :
  - élections législatives à Antigua-et-Barbuda ;
  - un accident d'hélicoptère à Brovary, près de Kiev en Ukraine, fait 14 morts dont le ministre de l'Intérieur, Denys Monastyrsky.
- 19 janvier :
  - Jacinda Ardern, première ministre de Nouvelle-Zélande, annonce sa démission ;
  - manifestations et journée de grève partout en France contre un projet de réforme des retraites, mobilisant entre 1.12 million (selon le Ministère de l'Intérieur) et 2 millions (selon les syndicats organisateurs) de manifestants, ce qui en fait la plus grosse manifestation de départ d'un mouvement social en France depuis 1995 inclus selon les chiffres gouvernementaux[10].
- À partir du 19 janvier : le cyclone Cheneso fait au moins 25 morts à Madagascar[11].
- 20 janvier :
  - à Trinité-et-Tobago, l'élection présidentielle est remportée par Christine Kangaloo, anciennement présidente du Sénat ;
  - réunion à Ramstein en Allemagne pour coordonner l’assistance militaire occidentale à l'Ukraine face à la Russie[12] ;
  - Les États-Unis désignent l'organisation paramilitaire russe Wagner comme une organisation criminelle internationale[13] ;
- 21 janvier :
  - Le référendum constitutionnel en Slovaquie, relatif aux conditions de convocation d'élections législatives anticipées, échoue faute d'une participation suffisante ;
  - en Californie (États-Unis), la fusillade de Monterey Park  fait dix morts.
- 22 janvier : en Nouvelle-Zélande, le Parti travailliste au pouvoir élit à l'unanimité le ministre de l'Éducation et de la Fonction publique Chris Hipkins pour succéder à Jacinda Ardern à la tête du parti après sa démission ; il devient le 41e Premier ministre de Nouvelle-Zélande le 25[14].
- 23 janvier au 29 janvier :  Championnats d'Europe de patinage artistique.
- 25 janvier : à Algésiras en Andalousie (Espagne), un attentat vise des fidèles, une église et une chapelle ; un sacristain est tué et quatre personnes sont blessées dont un prêtre grièvement[15].
- 27 janvier : 
  - l'Afrique du Sud accepte d'envoyer 12 guépards en Inde par an pendant les 8 à 10 prochaines années pour aider à établir une « population de guépards viable et sécurisée » dans la nature. Le guépard asiatique s'est éteint en Inde dans les années 1940 en raison de la chasse et de la destruction de son habitat[16] ;
  - une attaque contre l'ambassade d'Azerbaïdjan en Iran fait un mort et deux blessés ;
  - une attaque palestinienne contre une synagogue de Jérusalem-Est tue sept civils israéliens, à la suite d'un raid israélien dans le camp de réfugiés de Jénine qui a tué neuf Palestiniens, dont deux civils.
- 27 et 28 janvier : élection présidentielle tchèque (2e tour), Petr Pavel est élu.
- 29 janvier : élections législatives en Tunisie (2e tour).
- 30 janvier : attentat dans une mosquée à Peshawar au Pakistan.
- À partir du 31 janvier : au Chili, d'importants feux de forêts dans le centre du pays font au moins 24 morts.